# Tamias minimus
Tamias minimus е вид бозайник от семейство Катерицови (Sciuridae).

## Разпространение
Видът е разпространен в Канада (Албърта, Британска Колумбия, Квебек, Манитоба, Онтарио, Саскачеван, Северозападни територии и Юкон) и САЩ (Айдахо, Аризона, Вашингтон, Калифорния, Колорадо, Минесота, Мичиган, Монтана, Небраска, Невада, Ню Мексико, Орегон, Северна Дакота, Уайоминг, Уисконсин, Южна Дакота и Юта).